# Píšťala (přírodní památka)
Píšťala je přírodní památka v okrese Jeseník jihozápadně od obce Černá Voda. Správa AOPK Olomouc. Důvodem ochrany jsou vrcholové granodioritové skály se skalními mísami.

## Horolezectví

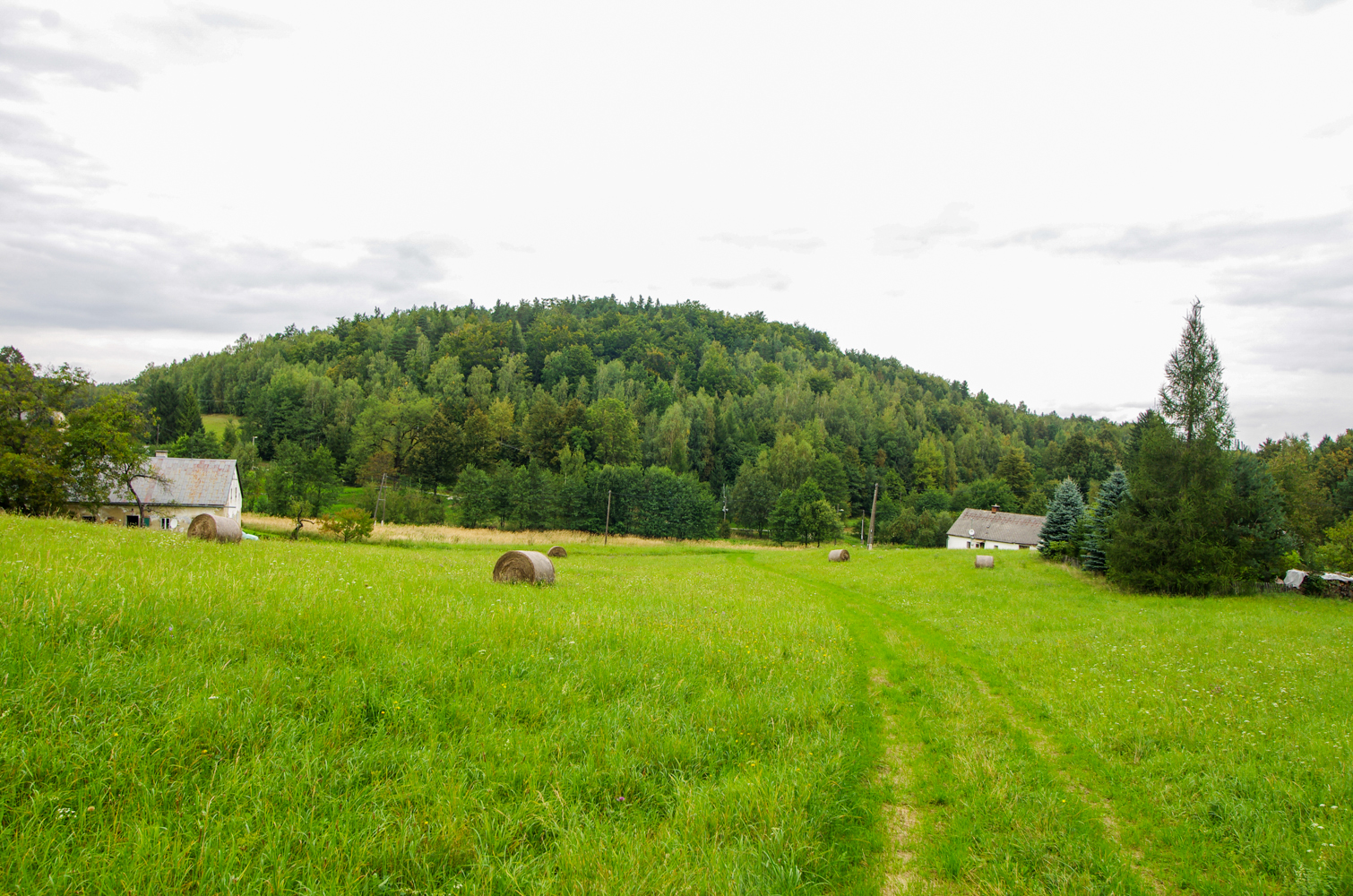
Vrch Píšťala

Vrcholový skalní masiv je využíván k horolezectví. Oblast je tvořena osamocenou skalní věží dosahující výšky do 15 metrů. Skála je pevná a poskytuje lezení na tření v kolmých i převislých stěnách. Nachází se zde 23 cest obtížnosti 1-8 UIAA. Cesty jsou jištěny nýty, kruhy a skobami. Nástupy cest jsou označeny číslem a šipkou. 